# NGC 3230
NGC 3230 (другие обозначения — UGC 5624, MCG 2-27-7, ZWG 65.20, PGC 30463) — линзообразная галактика (S0) в созвездии Льва. Открыта Джоном Гершелем в 1830 году.
Галактика низкой поверхностной яркости в инфракрасном диапазоне. Чаще всего такие галактики небольшого размера, однако NGC 3230 достаточно крупная. 
Этот объект входит в число перечисленных в оригинальной редакции «Нового общего каталога».